# Casque de Coțofenești
Le Casque d'Or de Coțofenești est un casque géto - dace datant de la seconde moitié du Ve siècle av. J.-C. Découvert dans un village du département de Prahova en Roumanie, il était exposé au Musée national d'histoire de Roumanie à Bucarest avant d'être volé en 2025 lors d'un braquage au Drents Museum à Assen, aux Pays-Bas, où il était présenté dans le cadre d'une exposition temporaire.

## Provenance
En 1929, un enfant du nom de Traian Simion découvre par hasard le casque sur le territoire du village de Poiana Coțofenești (maintenant appelé Vărbilău ), dans le comté de Prahova, à un endroit appelé « Vârful Fundăturii ».
Ioan Andrieșescu, professeur de préhistoire à l'Université de Bucarest, a mené une étude approfondie du site. L'équipe d'archéologues a remarqué que le casque ne faisait pas partie d'un trésor en or ou d'une tombe, mais qu'il faisait partie d'une colonie locale géto-dace de La Tène. Les archéologues ont conclu que le casque était une découverte fortuite, car seuls quelques fragments de poterie de la fin de Hallstatt ont été retrouvés, certains d'entre eux étant tournés. Le casque a été conservé au Musée national d'histoire de Roumanie (inv. 11420).

## Vol
Le 25 janvier 2025, les autorités néerlandaises ont annoncé que le casque avait été volé au Drents Museum d'Assen, où il avait été prêté pour une exposition temporaire Dacie - Empire d'or et d'argent. Les voleurs ont utilisé de l'explosif pour pénétrer dans le musée, et sont repartis avec le casque et trois bracelets en or.

## Analyse

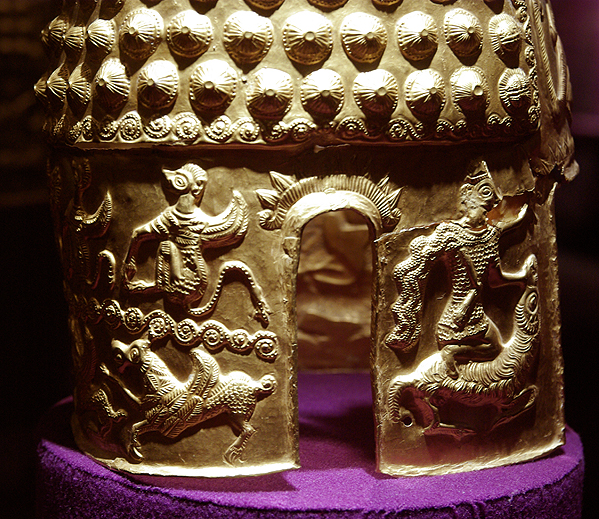
Scène mythologique sur le côté du casque

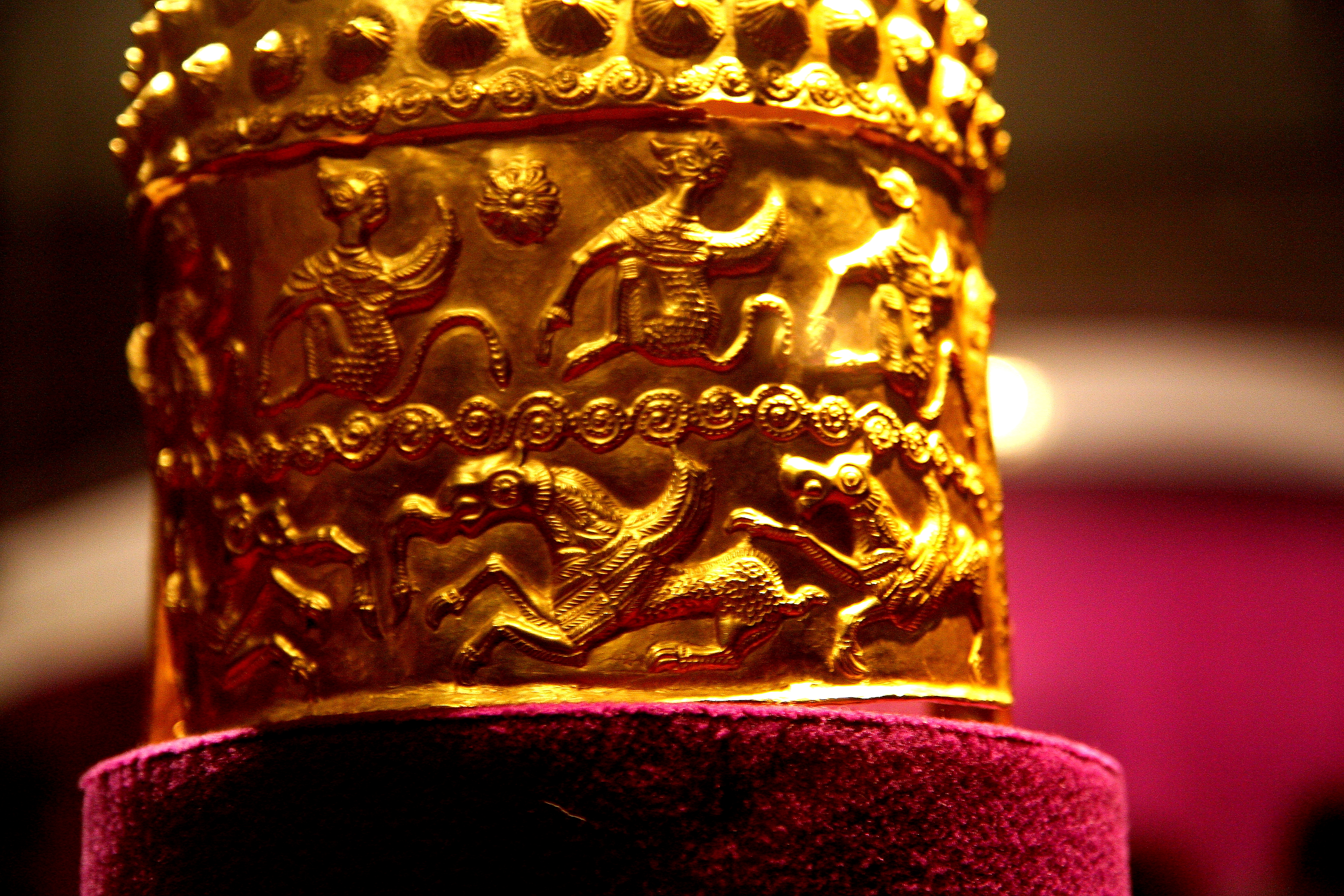
Scène mythologique au dos du casque

Pesant moins d'un kilo, le casque en or est très bien conservé, il ne manque qu'une partie de sa calotte crânienne. La forme du casque et ses décorations révèlent le caractère autochtone de cette œuvre géto-dace. Le casque est décoré de gros clous sur le dessus du crâne et de deux très grands yeux apotropaïques, destinés à éloigner le mauvais œil et les sorts magiques. Il a été établi qu'il appartenait à un roi géto-dace local inconnu ou à un noble aristocratique local, datant d'environ 400 av. J.-C.

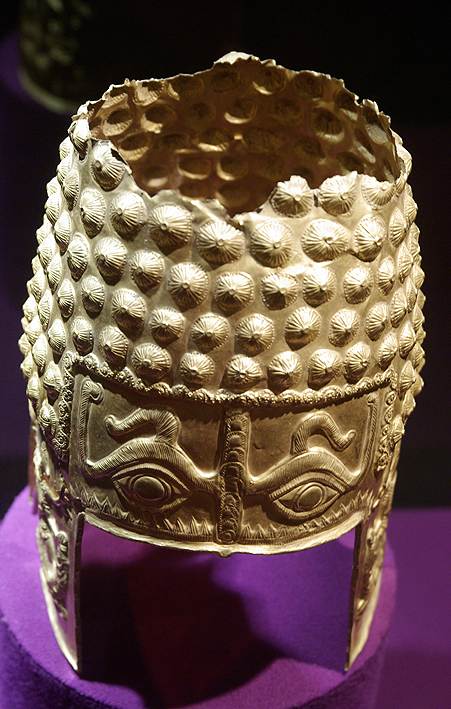
Vue du casque avec le dessus endommagé.

Les décorations du casque représentent une série de créatures mythiques et une illustration, sur chaque joue, d'une représentation rituelle.
Les joues montrent un bélier sacrifié par un homme qui s'agenouille sur son corps et s'apprête à lui trancher la gorge avec un petit couteau. L'iconographie du côté droit du casque est d'un grand intérêt et a été interprétée à la lumière de la scène de tauroctonie des Mystères mithraïques. L'environnement et la richesse pourraient bien expliquer un changement vers une bête plus grande dans l'espèce proposée et une interprétation similaire d'un épisode de massacre de taureaux. Ce sacrifice du bélier aurait pu être accompli par le « roi-prêtre-dieu ».
La paire de bêtes voraces sur le protège-cou occupe un registre inférieur avec une créature similaire tenant une jame dans sa gueule. Ce motif de la « bête vorace » se retrouve plus tôt dans l'art assyrien et était populaire chez les Étrusques. La Phénicie fut probablement l'intermédiaire pour son transfert vers l'Italie et autour de l'Adriatique, mais la Bête Vorace a dû également voyager à travers l'Asie Mineure pour apparaître dans un idiome nord-thrace non seulement sur le protège-cou du casque Coțofenești mais aussi en haut-relief sur la base des gobelets d'Aghighiol ( Aghighiol est un village près du delta du Danube dans l'est de la Roumanie).

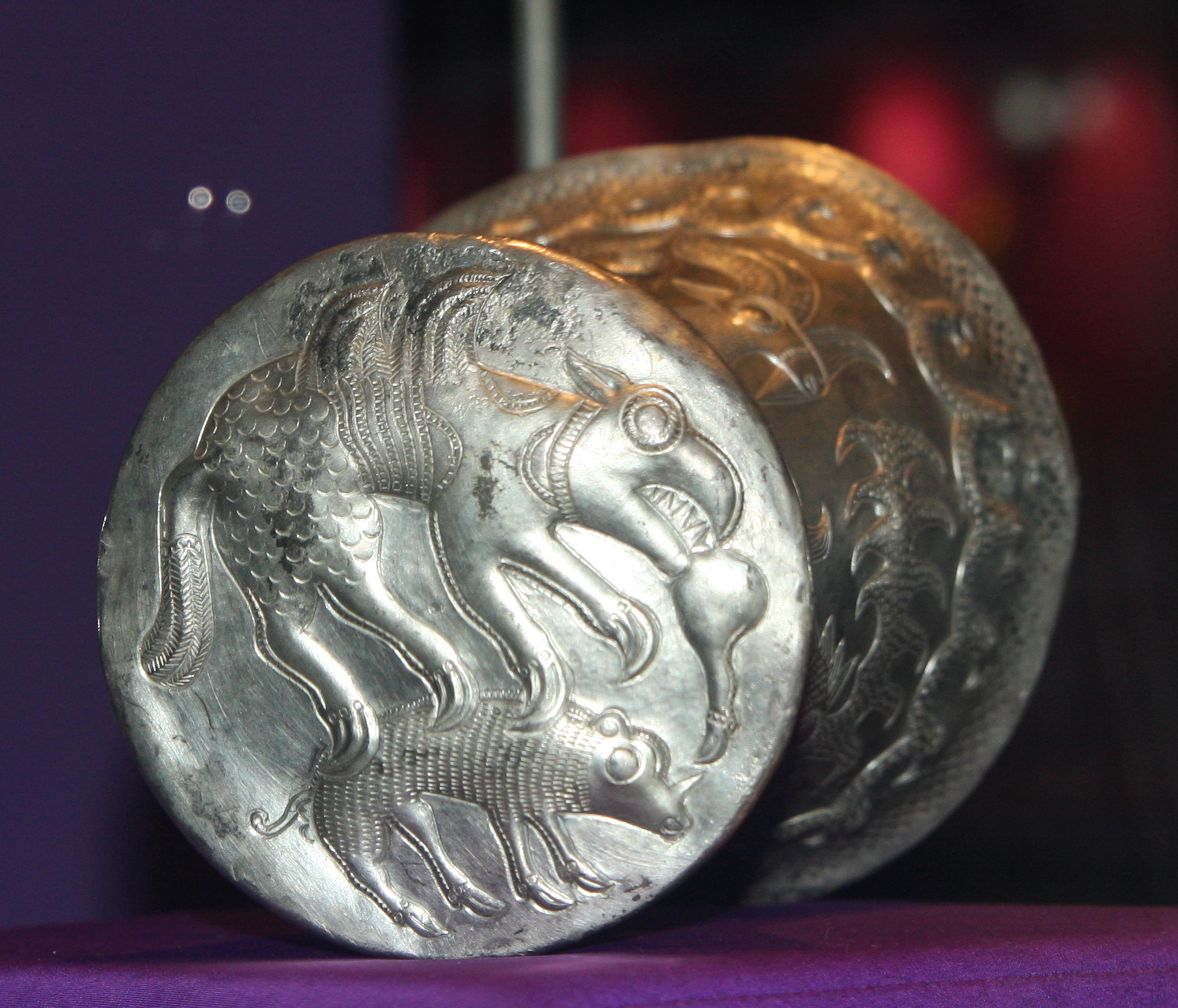
Gobelet en argent d'Agighiol

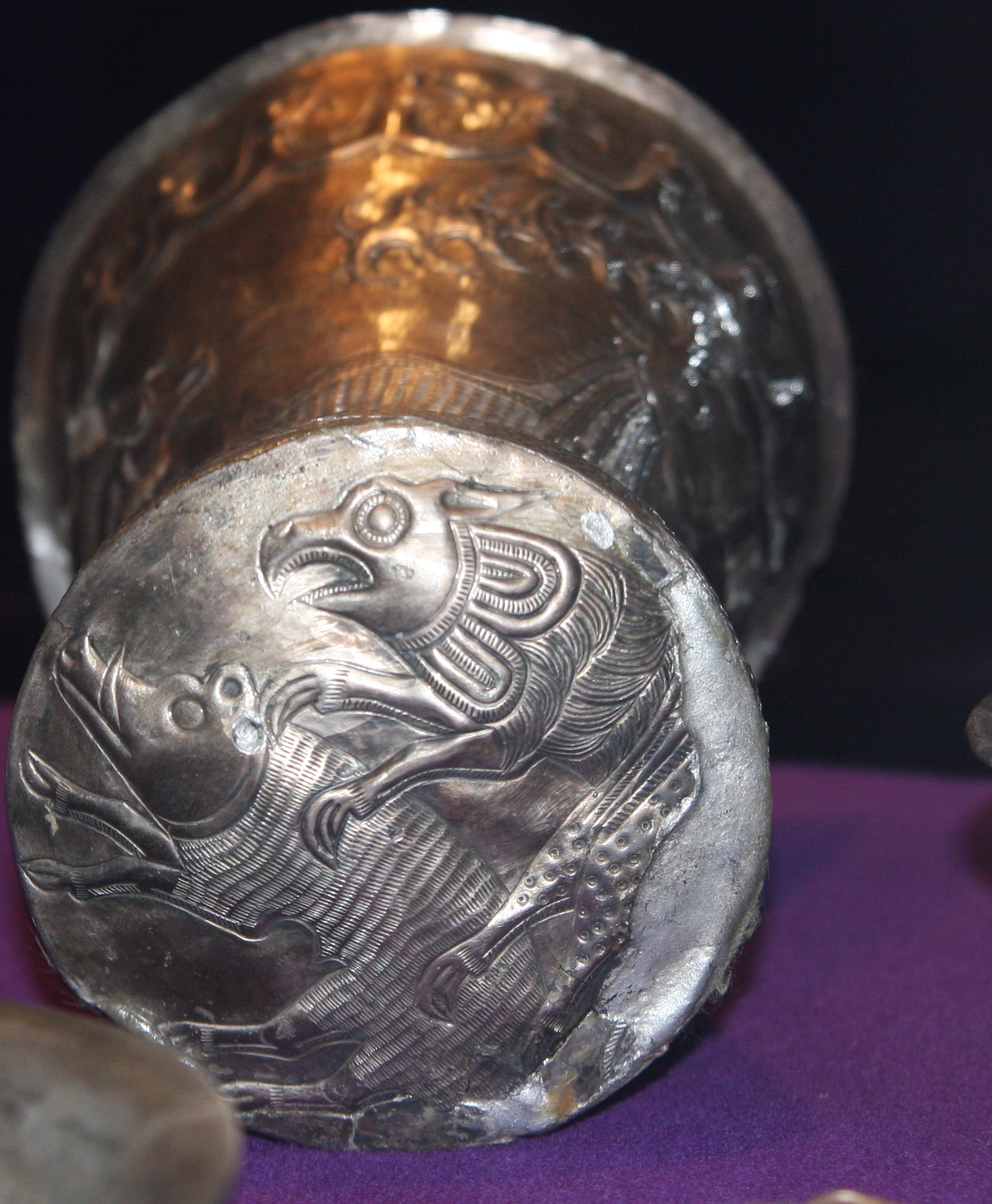
Gobelet en argent d'Agighiol

Le registre supérieur présente une rangée de trois créatures ailées assises ou accroupies, ressemblant plutôt à des singes avec des visages humains, de longs avant-bras et de longues queues. Ceux-ci sont cependant sûrement des descendants directs, bien que délabrés, des sphinx figurant sur un vase en or d' Amlash.
Les yeux sur un bouclier de combat grec peuvent être destinés à repousser les coups du mal, mais une fois transposés sur un casque et au-dessus des yeux d'un noble de Thrace du Nord qui le portait, cela pourrait signifier « Je vois deux fois mieux, j'ai des yeux comme mon faucon ». Les orfèvres thraces qui fabriquaient les objets étaient au courant des autres styles artistiques contemporains — ceux de la Scythie, de la Grèce, du nord-est de l'Italie et de la Slovénie moderne étaient connus grâce au commerce, aux voyages et aux rencontres — et ils ont adapté les conventions de représentation adaptées à leurs propres besoins. La signification de ces motifs était sans doute spécifique au contexte.

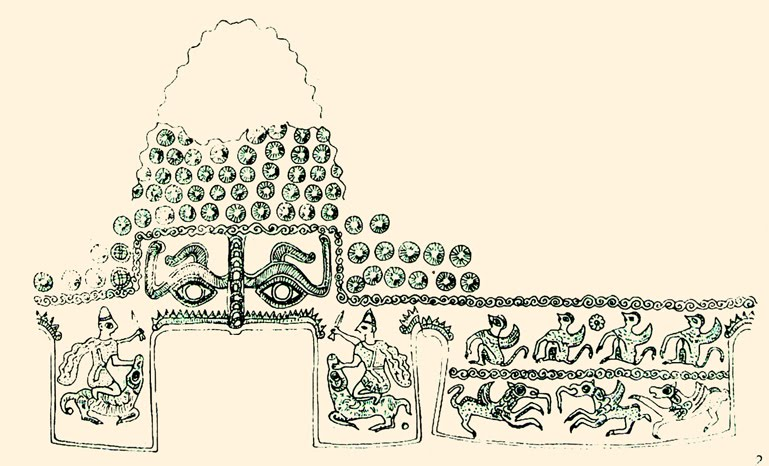
Dessin des scènes mythologiques dans leur intégralité

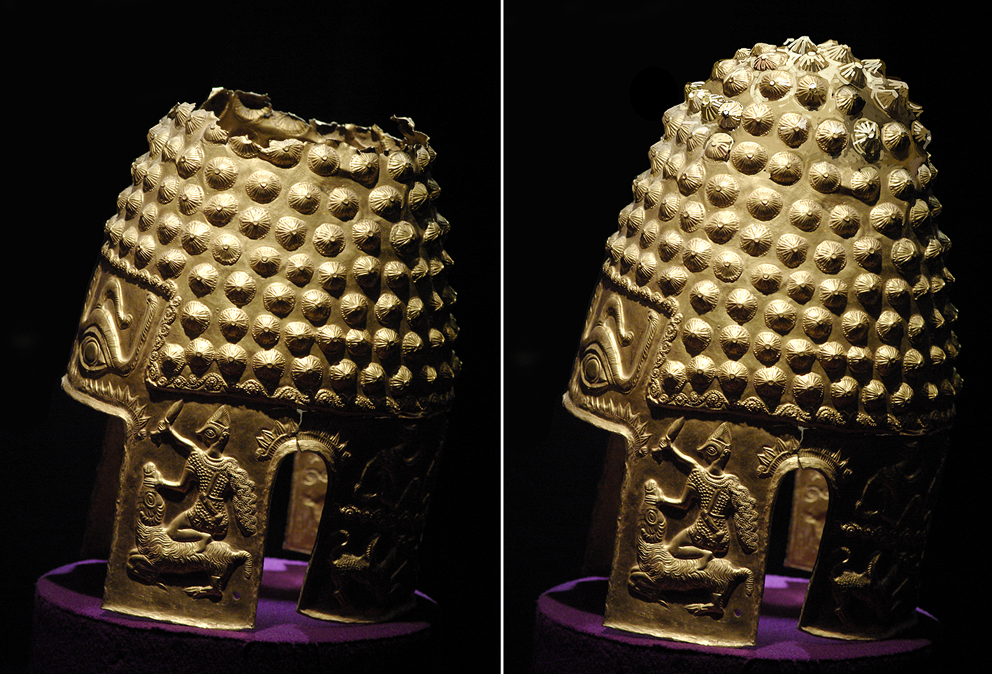
Reconstruction graphique du casque endommagé, avec la scène ressemblant à une tauroctonie mithraïque

Les décorations telles que les rosaces, les bandes, les triangles, les spirales et autres sont des motifs artistiques spécifiques géto-daces. La scène du sacrifice du bélier est un thème oriental iranien qui est entré dans l'art grec et de là dans l'art "barbare". Le casque semble donc avoir été réalisé dans un atelier grec. Mais, en même temps, la technique maladroite d'exécution qui contraste avec la technique parfaite d'un artisan grec renvoie à une technique autochtone.

## Dans la culture populaire
Une réplique du casque est apparue dans le film historique Dacii ( Les Daces ) de Sergiu Nicolaescu, sorti en 1967, bien que l'action se soit déroulée au moins 500 ans après la période à laquelle le casque a été daté. Porté par le roi dace Décébale, le casque de cinéma avait un sommet plat, une inexactitude qui est entrée dans le langage vernaculaire de la culture populaire.
La bande dessinée "Din zori de istorie", publiée à la fin des années 1970 dans la revue "Cutezătorii ", écrite par Vasile Mănuceanu et dessinée par Albin Stănescu, représente également le casque à dessus plat. Il est porté par le roi gète Odrix lors du conflit avec le roi perse Darius Ier, qui en 513 av. J.-C., faisait campagne contre les Scythes. L'action se déroule à peu près à l'époque où le casque original a été produit.
Une bande dessinée similaire écrite par Mănuceanu et dessinée par Sandu Florea représente également le roi Burebista portant le casque.